# Philodendron sucrense
Philodendron sucrense är en kallaväxtart som beskrevs av George Sydney Bunting. Philodendron sucrense ingår i släktet Philodendron och familjen kallaväxter. Inga underarter finns listade.